# 奧特維爾鎮區 (密蘇里州庫珀縣)
奧特維爾鎮區（英語：Otterville Township）是位於美國密蘇里州庫珀縣的一個行政鎮區。

## 地方資料
奧特維爾鎮區的面積為70.56平方千米，當中陸地面積為70.55平方千米，而水域面積為0.01平方千米。根據2020年美國人口普查的數據，當地共有人口789人，而人口密度為每平方千米11.18人。